# Mistrzostwa Europy Juniorów w Saneczkarstwie 1962
8. Mistrzostwa Europy juniorów w saneczkarstwie 1962 odbyły się 27 stycznia w Bad Aussee, w Austrii. Rozegrane zostały trzy konkurencje: jedynki kobiet, jedynki mężczyzn oraz dwójki mężczyzn. W klasyfikacji medalowej najlepsi byli Austriacy, którzy zdobyli 8 z 9 medali.

## Terminarz
| Data             | Miejscowość | Konkurencja      | Złoto                         | Srebro                    | Brąz                         |
| ---------------- | ----------- | ---------------- | ----------------------------- | ------------------------- | ---------------------------- |
| 27 stycznia 1962 | Bad Aussee  | Jedynki kobiet   | Helga Meusinger               | Helga Gugganig            | Antonia Lanthaler            |
| 27 stycznia 1962 | Bad Aussee  | Jedynki mężczyzn | Rudolf Bichler                | Manfred Schmid            | Anton Legat                  |
| 27 stycznia 1962 | Bad Aussee  | Dwójki mężczyzn  | Rudolf Bichler Hermann Rohrer | Anton Legat Herbert Mayer | Rupert Hell Manfred Griesser |

## Wyniki

### Jedynki kobiet
- Data / Początek: Sobota 27 stycznia 1962

| Medal | Zawodniczka       | Narodowość |
| ----- | ----------------- | ---------- |
|       | Helga Meusinger   | NRD        |
|       | Helga Gugganig    | Austria    |
|       | Antonia Lanthaler | Austria    |
| 4.    | Marlene Kahr      | Austria    |
| 5.    | Jadwiga Borys     | Polska     |
| 6.    | Renate Weissnicht | Austria    |
| 7.    | Traudl Brambück   | RFN        |
| 8.    | Erni Lieber       | Austria    |
| 9.    | Otti Neuner       | RFN        |
| 10.   | Irmgard Peer      | Austria    |
| 11.   | Fini Berger       | RFN        |

### Jedynki mężczyzn
- Data / Początek: Sobota 27 stycznia 1962

| Medal | Zawodnik            | Narodowość |
| ----- | ------------------- | ---------- |
|       | Rudolf Bichler      | Austria    |
|       | Manfred Schmid      | Austria    |
|       | Anton Legat         | Austria    |
| 4.    | Horst Hörnlein      | NRD        |
| 5.    | Helmuth Tagwerker   | Austria    |
| 6.    | Rolf Fuchs          | NRD        |
| 7.    | Hans Rühle          | RFN        |
| 8.    | Josef Hasenknopf    | RFN        |
| 9.    | Hans Aschauer       | RFN        |
| 10.   | Erich Gasser        | Austria    |
| 11.   | Stanisław Paczka    | Polska     |
| 12.   | Michael Köhler      | NRD        |
| 13.   | Franz Dremel        | Austria    |
| 14.   | Walter Thaler       | Austria    |
| 15.   | Rupert Hell         | Austria    |
| 16.   | Manfred Griesser    | Austria    |
| 17.   | Bernahrd Aschauer   | RFN        |
| 18.   | Wolfgang Scheidel   | NRD        |
| 19.   | Hans Bürmann        | NRD        |
| 20.   | Roman Frosch        | Austria    |
| 21.   | Marcin Kołaszkowski | Polska     |
| 22.   | Karl Prinoth        | Włochy     |
| 23.   | Herbert Mayer       | Austria    |
| 24.   | Klaus Menzl         | RFN        |
| 25.   | Erich Singer        | Austria    |
| 26.   | Hans Moderegger     | RFN        |
| 27.   | Peter Lamm          | RFN        |
| 28.   | Franz Kröll         | RFN        |
| 29.   | Strohmayer          | RFN        |
| 30.   | Tigran Schipanski   | NRD        |
| 31.   | Ernst Mair          | Włochy     |
| 32.   | Leopold Nicolussi   | Włochy     |
| 33.   | Rudi Brandner       | RFN        |
| 34.   | Alois Wolfsgruber   | Włochy     |
| 35.   | Martin Köck         | RFN        |
| 36.   | Erich Fink          | RFN        |

### Dwójki mężczyzn
- Data / Początek: Sobota 27 stycznia 1962

| Medal | Zawodnik                             | Narodowość |
| ----- | ------------------------------------ | ---------- |
|       | Rudolf Bichler Hermann Rohrer        | Austria    |
|       | Anton Legat Herbert Mayer            | Austria    |
|       | Rupert Hell Manfred Griesser         | Austria    |
| 4.    | Roman Frosch Manfred Schmid          | Austria    |
| 5.    | Wolfgang Scheidel Michael Köhler     | NRD        |
| 6.    | Hans Bürmann Rolf Fuchs              | NRD        |
| 7.    | Tigran Schipanski Horst Hörnlein     | NRD        |
| 8.    | Martin Köck Franz Kröll              | RFN        |
| 9.    | Marcin Kołaczkowski Stanisław Paczka | Polska     |
| 10.   | Walter Thaler Erich Singer           | Austria    |
| 11.   | Bernahrd Aschauer Rudi Brandner      | RFN        |
| 12.   | Franz Dremel Erich Gasser            | Austria    |
| 13.   | Klaus Menzl Hans Rühle               | RFN        |
| 14.   | Arnold Grossrubatscher Karl Prinoth  | Włochy     |
| 15.   | Josef Hasenknopf Hans Aschauer       | RFN        |
| 16.   | Ernst Mair Leopold Nicolussi         | Włochy     |
| 17.   | Peter Lamm Erich Fink                | RFN        |
| 18.   | Strohmayer Hans Moderegger           | RFN        |

## Klasyfikacja medalowa
| Miejsce | Państwo |   |   |   | Razem |
| ------- | ------- | - | - | - | ----- |
| 1.      | Austria | 2 | 3 | 3 | 8     |
| 2.      | RFN     | 1 | 0 | 0 | 1     |